# Агуарагу (газоконденсатне родовище)
Агуарагу — газоконденсатне родовище на північному заході Аргентини в провінції Сальта.

## Загальний опис
Відкрите у 1977 році свердловиною 1X Cuchara, пробуреною компанією YPF у відкладеннях девонського періоду. Колектор — пісковики з середньою пористістю (4,5 %) та низькою проникністю. Середня глибина залягання покладів 4,5 км, хоча окремі свердловини бурять на глибину більш ніж 5 км.
Станом на кінець 1991 року запаси Агуарагу оцінювались у 64 млрд м³ газу та 60 млн барелів конденсату, що було не набагато менше від межі визнання родовища гігантським (500 млн барелів нафтового еквівалента). Проте по ходу розробки виявилось, що характеристики резервуару значно гірші від очікуваних, внаслідок чого обсяг запасів неодноразово коригувався в бік зменшення. У 2007 році на цій підставі уряд Аргентини скасував виданий наприкінці 1990-х компанії-оператору дозвіл на експорт газу до сусідньої Чилі (втім зазначимо, що вже починаючи з 2004 року внаслідок дисбалансу на внутрішньому ринку експортні поставки були практично припинені в цілому по країні).
З урахуванням нових даних, станом на 2016 рік початкові запаси Агуарагу оцінювались у 28 млрд м³ газу та 26 млн барелів конденсату.